# Ettmannsdorf
Ettmannsdorf ist ein Ortsteil der Stadt Schwandorf im Landkreis Schwandorf in der Oberpfalz (Bayern).

## Geografie
Ettmannsdorf liegt am Ufer der Naab, drei Kilometer nordwestlich von Schwandorf.

## Geschichte
Zwischen dem Jahr 1010 und 1020 schenkte der Edle Diethard, als er in das Kloster Sankt Emmeram eintrat, sein Gut „Zetmasdorf“ dem Regensburger Kloster.
1600 wurde das alte Hammerschloss von Wilhelm Neumayer erbaut.
Es ist heute in Privatbesitz und kann in der Ettmannsdorfer Straße 86 nur von außen besichtigt werden.
An der Ostseite befindet sich eine Steintafel über dem Eingang des Treppenturms
auf der die Initialen des Erbauers und das Jahr der Errichtung eingetragen sind.
Auf der gegenüberliegenden Straßenseite steht das um 1700 durch Peter Wenzel Freiherr von Rußwurm erbaute neue Schloss.
Von 1866 bis 1992 war es im Besitz des Ordens der Schwestern vom Guten Hirten,
der darin zunächst eine Anstalt für elternlose und verwahrloste Kinder betrieb.
Im Jahre 1962 gab es im Kloster Ettmannsdorf: 45 Ordensschwestern, eine freie Schwester, 35 weltliche Kräfte und einen Hausgeistlichen.
Die katholische Jugendfürsorge der Diözese Regensburg richtete 1981 im neuen Schloss eine Berufsschule zur individuellen Lernförderung ein und übernahm 1992 die gesamte Einrichtung.
In den folgenden Jahren wurden Werkstätten für Holz, Metall und Farbe, sowie eine Gärtnerei mit Gewächshäusern, eine Wäscherei, Wohngruppen für männliche Jugendliche und Freizeiträume mit Cafeteria, Töpferei, Grillplatz und eine Turnhalle geschaffen.
Am 7. Februar 1958 stürzte der Glockenturm der im 12. Jahrhundert erbauten romanischen Ettmannsdorfer St. Vitalis Kirche ein und zerstörte dabei das alte Gotteshaus.
Es wurde an einer anderen Stelle durch einen schlichten modernen Kirchenbau, heute Pfarrkirche St. Konrad, ersetzt, der bis 1970 fertiggestellt war.

## Einwohnerentwicklung
Zum Stichtag 23. März 1913 (Osterfest) war Ettmannsdorf Teil der Pfarrei Schwandorf und
hatte 44 Häuser und 537 Katholiken.
Seit dem 1. Juli 1970 ist Ettmannsdorf Pfarrei bestehend aus den Ortschaften Ettmannsdorf, Egidiberg, Löllsanlage und Sitzenhof. Die Pfarrei Ettmannsdorf hatte zu diesem Zeitpunkt
2118 Katholiken und 126 Nichtkatholiken.
Seit 1972 gehört Ettmannsdorf zur Großen Kreisstadt Schwandorf.

## Sehenswürdigkeiten
- Pfarrkirche St. Konrad (1970)

- Das ehemalige Hammerschloss, Ettmannsdorfer Straße 86, ein Walmdachbau, errichtet um 1600 mit Wappen über dem Portal. Die Fenster wurden im 19. Jahrhundert verändert.[14]

- Gegenüber liegt das neue Schloss aus dem 18. Jahrhundert mit Kirche, Internat und Berufsschule.[15]

- Ehemaliges Gasthaus zur Schwanne: Zweigeschossiger und teils verputzter Natursteinmauerwerksbau mit Walmdach (um 1780) mit ehemaligem Eislagerturm (Ziegelbau, um 1900)[16]

- Durch Ettmannsdorf verläuft der Fränkische Jakobsweg von Schwandorf her am Ufer der Naab entlang. Um die Schlösser zu besichtigen, muss der Pilger die Naabbrücke überqueren und hinterher wieder über die Brücke auf den Weg zurückkehren, der sich weiter nach Süden zum 1,5 km entfernten Naabsiegenhofen fortsetzt.[17]